# Hrvatske planine
Hrvatske planine pripadaju Dinaridima te su manjim dijelom istočni nastavak Alpa. Gore savsko-dravskog međurječja smatraju se ostatkom staroga Orijentalnoga kopna. U sjeverozapadnome dijelu Hrvatske ta se dva gorska sustava sastaju u prijelaznoj zoni. Hrvatske planine nisu visoke, a među njima, za razliku od ostalih država jugoistoka Europe, nema vrhova viših od 2000 metara.

## Planine i vrhovi
- Bilogora, 309 m (Rajčevica)
- Biokovo, 1762 m (Sveti Jure)
- Ćićarija
- Dinara, 1831 m (Sinjal)
- Hahlići
- Ivanščica, 1060 m
- Japetić
- Kalnik, 643 m (Vranilac)
- Kamešnica, 1809 m
- Klek, 1182 m
- Klupca
- Kozjak, 779 m

- Plješivica, 1657 m (Ozeblin)
- Obzova
- Okić
- Osoršćica
- Oštrc
- Papuk
- Risnjak, 1528 m
- Medvednica
- Mosor, 1339 m
- Sniježnica, 1234 m
- Snježnik, 1505 m
- Sveti Nikola
- Svilaja, 1508 m
- Učka, 1401 m (Vojak)
- Velebit, 1758 m (Vaganski vrh)
- Velika Kapela, 1534 m (Bjelolasica)
- Velji grad
- Vidova gora
- Viševica, 1428 m
- Vrgorsko gorje, 1314 m
- Zavižan
- Zir, 850 m
- Žumberačka gora, 1178 m ili 1181 m (Sveta Gera)

## Najviši vrhovi hrvatskih županija[1]
| Redni broj | Naziv županije         | Najviši vrh   | Visina (m n/v) | Planina ili gora  | Napomena                                |
| ---------- | ---------------------- | ------------- | -------------- | ----------------- | --------------------------------------- |
| 1.         | Šibensko-kninska       | Sinjal        | 1831           | Dinara            | Najviši hrvatski vrh                    |
| 2.         | Splitsko-dalmatinska   | Sveti Jure    | 1762           | Biokovo           |                                         |
| 3.         | Ličko-senjska          | Vaganski vrh  | 1758           | Velebit           | zajednički sa Zadarskom županijom       |
| 4.         | Zadarska županija      | Vaganski vrh  | 1758           | Velebit           |                                         |
| 5.         | Primorsko-goranska     | Kula          | 1533           | Bjelolasica       | zajednički s Karlovačkom županijom      |
| 6.         | Karlovačka             | Kula          | 1533           | Bjelolasica       | zajednički s Primorsko-goranskom        |
| 7.         | Istarska               | Veliki Planik | 1272           | Ćićarija          |                                         |
| 8.         | Dubrovačko-neretvanska | Sveti Ilija   | 1234           | Sniježnica        | Najjužniji najviši hrvatski kopneni vrh |
| 9.         | Krapinsko-zagorska     | Ivanščica     | 1060           | Ivanščica         | zajednički s Varaždinskom županijom     |
| 10.        | Grad Zagreb            | Sljeme        | 1033           | Medvednica        |                                         |
| 11.        | Zagrebačka             | bezimeni vrh  | 1006           | Žumberačka gora   | blizu vrha zvanog Ravna gora (1001 m)   |
| 12.        | Požeško-slavonska      | Brezovo polje | 985            | Psunj             | Najviši vrh Slavonije                   |
| 13.        | Virovitičko-podravska  | Papuk         | 953,75         | Papuk             | Najviši vrh Papuka                      |
| 14.        | Bjelovarsko-bilogorska | Crni vrh      | 863            | Papuk             | zapadni dio Papuka                      |
| 15.        | Osječko-baranjska      | Petrov vrh    | 701            | Krndija           | po nekim izvorima 700 ili 697 m         |
| 16.        | Varaždinska            | Ivanščica     | 1060           | Ivanščica         | zajednički s Krapinsko-zagorskom        |
| 17.        | Koprivničko-križevačka | Vranilac      | 643            | Kalnička gora     | Vrh se zove i Kalnik                    |
| 18.        | Brodsko-posavska       | Kapovac       | 618            | Babja gora        | ponekad dio Požeške gore                |
| 19.        | Sisačko-moslavačka     | Piramida      | 616            | Zrinska gora      |                                         |
| 20.        | Međimurska             | Mohokos       | 344,4          | Međimurske gorice |                                         |
| 21.        | Vukovarsko-srijemska   | Liska         | 297            | Fruška gora       | Najistočniji hrvatski vrh               |

## Najviši vrhovi hrvatskih planina
| Planina                      | Vrh                | Visina (m)      |
| ---------------------------- | ------------------ | --------------- |
| Dinara                       | Sinjal ↓1          | 1831            |
| Kamešnica                    | Kamešnica ↓1       | 1809            |
| Biokovo                      | Sveti Jure         | 1762            |
| Velebit                      | Vaganski vrh       | 1757            |
| Plješivica                   | Ozeblin            | 1657            |
| Velika Kapela                | Bjelolasica (Kula) | 1533            |
| Risnjak                      | Risnjak            | 1528            |
| Svilaja                      | Svilaja            | 1508            |
| Snježnik                     | Snježnik           | 1506            |
| Viševica                     | Viševica           | 1428            |
| Učka                         | Vojak              | 1396            |
| Bitoraj                      | Bitoraj            | 1386            |
| Obruč                        | Veliki Obruč       | 1376 (ili 1377) |
| Mosor                        | Veliki Kabal       | 1339            |
| Vrgorsko gorje               | Veliki Šibenik     | 1314            |
| Mala Kapela                  | Seliški vrh        | 1279            |
| Ćićarija                     | Veliki Planik      | 1272            |
| Sniježnica                   | Ilijin vrh         | 1234            |
| Veliki Kozjak                | Bat                | 1207            |
| Žumberačka gora              | Sveta Gera         | 1181            |
| Promina                      | Velika Promina     | 1148            |
| Tuhobić                      | Tuhobić            | 1106            |
| Ivanščica                    | Ivanščica          | 1060            |
| Medvednica                   | Sljeme             | 1035            |
| Psunj                        | Brezovo polje      | 984             |
| Zmijsko brdo (Monte Vipera)  | Sv. Ilija          | 961             |
| Papuk                        | Papuk              | 953             |
| Rilić                        | Šapašnik           | 920             |
| Samoborska gora              | Japetić            | 879             |
| Strahinjčica                 | Strahinjčica       | 846             |
| Moseć                        | Movran             | 843             |
| Krndija                      | Kapovac            | 792             |
| Vidova gora (na otoku Braču) | Sutvid             | 780             |
| Mali Kozjak                  | Sveti Luka         | 779             |
| Plešivica                    | Plešivica          | 777             |
| Boraja                       | Crni vrh           | 739             |
| Ravna gora (Trakošćan)       | Ravna gora         | 686             |
| Jurašinka                    | Jurašinka          | 674             |
| Opor                         | Crni krug          | 650             |
| Kalnička gora                | Vranilac           | 643             |
| Sveti Niko (na otoku Hvaru)  | Sveti Nikola       | 627             |
| Požeška gora                 | Kapavac            | 618             |
| Zrinjska gora                | Piramida           | 616             |
| Osoršćica (na otoku Lošinju) | Osoršćica          | 589             |
| Klupca (na otoku Korčuli)    | Klupca             | 569             |
| Obzova (na otoku Krku)       | Obzova             | 569             |
| Vodenica                     | Vodenica           | 537             |
| Petrova gora                 | Veliki Petrovac    | 512             |